# European Society of Veterinary Endocrinology
Die European Society of Veterinary Endocrinology (ESVE) ist eine tiermedizinische Fachorganisation für Endokrinologie, also für hormonelle Erkrankungen bei Tieren. Sie ist eng verbunden mit dem European College of Veterinary Internal Medicine (ECVIM-CA) und der Society for Comparative Endocrinology (SCE). Präsident ist Robert Shiel, Professor an der School of Veterinary Medicine des University College Dublin.
Ziele der Organisation sind:
- den wissenschaftlichen Fortschritt in vergleichender Endokrinologie, insbesondere bei Haus- und Hobbytieren zu fördern
- die Forschung auf dem Gebiet der vergleichenden Endokrinologie zu koordinieren
- eine Gemeinschaft für Menschen in Forschung, Lehre oder praktischer vergleichender Endokrinologie zu sein
- die Weiterbildung auf dem Gebiet der vergleichenden Endokrinologie zu unterstützen und den wissenschaftlichen Fortschritt über wissenschaftliche Tagungen, Seminare und Kurse zu verbreiten
- Methoden für die Diagnostik, Behandlung und Prävention hormoneller Erkrankungen bei Tieren zu fördern.